# Ryosuke Nishida
Ryosuke Nishida est un boxeur japonais né le 7 août 1996 à Kashiba.

## Carrière
Passé professionnel en 2019, il devient champion du monde des poids coqs IBF le 4 mai 2024 après sa victoire aux points face à Emmanuel Rodríguez. Nishida conserve son titre le 15 décembre 2024 en battant par KO au 7e round Anuchai Donsua puis cède sa ceinture aux dépens de son compatriote Junto Nakatani, champion WBC de la catégorie, le 8 juin 2025 par abandon au sixième round.